# Territorio de la Unión de Naipyidó
El territorio de la Unión de Naipyidó (en birmano: နေပြည်တော် ပြည်တောင်စုနယ်မြေ) es una subdivisión con estatus especial que alberga a la ciudad de Naipyidó, la capital nacional de Birmania. Fue creada a principios del siglo XXI con el traslado de la capital; anteriormente pertenecía a la región de Mandalay.
En 2014 tenía una población de 1 160 242 habitantes, de los cuales la tercera parte vivían en la capital nacional. Limita al norte con la región de Mandalay, al este con el Estado Shan, al sureste con el Estado de Kayin, al sur con la región de Bago y al oeste con la región de Magway.

## División administrativa
El territorio se divide en 2 distritos y 8 municipios: